# Вентас-де-Альколеа
Вентас-де-Альколеа (исп. Ventas de Alcolea) — город и муниципалитет в Испании, входит в провинцию Альбасете, в составе автономного сообщества Кастилия — Ла-Манча. Муниципалитет находится в составе района (комарки) Ла-Манча-дель-Хукар-Сентро. Занимает площадь 0 км². Население — 4 человека (на 2005 год). Расстояние — 14 км до административного центра провинции.